# LM-functie

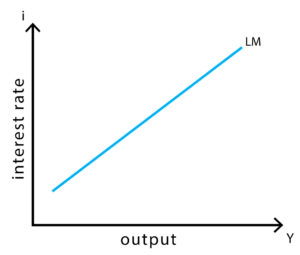
LM-curve

De LM-functie (ook de LM-curve of LM-vergelijking) is een economisch model uit de macro-economie. De LM-functie geeft de evenwichtsvoorwaarde voor het aanbod van geld en de vraag naar geld op de geld- en financiële markten weer. De LM-functie wordt afgeleid uit het aan elkaar gelijkstellen  van de geldaanbod- en de geldvraagfunctie. 

## Voetnoten
1. ↑  Zie Blanchard, Illing: Makroökonomie Pearson, München 2004, blz. 849